# Bala (película de 2002)
Bala es una película de acción en idioma tamil de la India, lanzada en el año 2002. Fue escrita y dirigida por Deepak. La cinta está encabezada por Shaam en el papel principal, mientras que Meera Jasmine, Raghuvaran, Rajan P. Dev, Thilakan, Nagesh y Karunas interpretan roles secundarios. La música de la película fue compuesta por Yuvan Shankar Raja, mientras que la cinematografía estuvo a cargo de Priyan y la edición fue realizada por VT Vijayan. La película hizo su debut en pantalla el 13 de diciembre de 2002.

## Trama
Bala (interpretado por Shaam) es el asesino a sueldo favorito del gánster Pasupathi (interpretado por Rajan P. Dev). Cuando no está recorriendo las calles en jeeps con una pandilla de aspecto salvaje detrás de sí, o desfilando por los carriles con esa misma pandilla siguiéndolo en fila, o derrotando a diferentes individuos, está exitosamente cortejando a Aarthi (interpretada por Meera Jasmine), la joven por quien se siente cautivado a primera vista. Aarthi resulta ser la hija de Jayamani (interpretado por Raghuvaran), un gánster rival. El jefe mafioso enfermo Paranthaman (interpretado por Thilakan), quien es mentor de ambos rivales, al ver a sus protegidos enfrentados entre sí, sugiere un acuerdo proponiendo que Aarthi se case con el hijo problemático de Pasupathi. Bala, naturalmente, se convierte en un marginado en ambos bandos, hasta que las cosas se resuelven y todo acaba bien, como en todo final feliz.

## Elenco
- Shaam como Bala
- Meera Jasmine como Aarthi
- Raghuvaran como Jayamani
- Rajan P. Dev como Pasupathi
- Thilakan como Paranthaman
- Nagesh como Varadhan
- Karunas como Kutty
- Thalaivasal Vijay como Om Prakash
- Rajasekar como Vishwanath
- Kalairani como la madre ciega de Bala
- Meera Krishnan como Abirami
- Santhoshi como Purnima
- Mahanadhi Shankar como Madhurai
- Singamuthu como Venkatarama
- Sabitha Anand como Bhagyam
- Gouthami como la esposa de Pasupathi
- Kamalesh como Guru
- Master Udayaraj como el hijo de Jayamani
- Baby Srividya como la hija de Jayamani
- Scissor Manohar como el conductor de bus
- Muthukaalai as un pasajero de bus

## Producción
Deepak, quien previamente había trabajado como asistente de dirección de Gandhi Krishna (de "Engineer") y también como editor, hizo su primera incursión como director con este film. Yuvan Shankar Raja fue seleccionado para componer la banda sonora de la película. Inicialmente, Vidya Balan estaba elegida para el papel principal femenino, pero posteriormente fue sustituida por Meera Jasmine en el rol. Shaam dejó de lado su papel habitual de héroe romántico para asumir un papel de acción en la película.
Se filmaron ciertas escenas en un barco ubicado aproximadamente a quince kilómetros del puerto en Chennai. Además, se construyó un set lujoso en los Vauhini Studios de Chennai, donde Shaam y Meera Jasmine realizaron un baile al compás de una canción.

## Banda sonora
La música de la película, compuesta por Yuvan Shankar Raja, incluye un total de cinco canciones y fue lanzada el 20 de octubre de 2002. Las letras de las canciones fueron escritas por Arivumathi, Kabilan, Pa. Vijay y Palani Bharathi. Es interesante señalar que la canción "Bailamo Bailamo" fue originalmente creada para la película protagonizada por Srikanth, "April Maadhathil", pero finalmente se utilizó en "Bala".

## Lanzamiento
Un crítico de The Hindu declaró que "'Bala' se suma a las películas de acción típicas que inundan la escena cinematográfica actual". Malini Mannath de Chennai Online opinó que "una vez más, es otra película de gángsters, donde las escenas fluyen sin problemas, pero a través de situaciones cliché que generan una sensación de déjà vu en todo momento". Visual Dasan de Kalki criticó la trama predecible y calificó la película de "aburrida", aunque elogió los diálogos, la banda sonora de fondo y la cinematografía.
A pesar de los fracasos previos de las películas protagonizadas por Shaam, esta película logró un rendimiento promedio en términos de negocio.